# Lothar Deeg
Lothar Deeg (* 26. November 1965 in Bad Mergentheim) ist ein deutscher Journalist und Autor. Er lebt und arbeitet in Russland.

## Leben
Deeg studierte an der Ludwig-Maximilians-Universität München mit dem Abschluss Diplom-Journalist und absolvierte eine weitere Ausbildung an der Deutschen Journalistenschule. Er lebt in St. Petersburg.
Seine journalistische Laufbahn begann er 1991 im Ringier Verlag, wo er bis 1993 als Redakteur beim Fliegermagazin arbeitete. In dieser Zeit reiste er durch den Russischen Fernen Osten, lernte nach der Rückkehr die russische Sprache an der Volkshochschule und zog 2004 nach Sankt Petersburg. Von dort aus arbeitet er für deutschsprachige Medien.

### Kunst & Albers Wladiwostok
1996 veröffentlichte er in Deutschland das Buch Kunst & Albers Wladiwostok. Es erzählt die Geschichte des deutschen Handelshauses Kunst und Albers im russischen Fernen Osten 1864–1924. 2002 erschien es auch in russischer Sprache in der Übersetzung von Elena Krepak. 2012 wurde das Buch in Wladiwostok vom Verlag der dortigen Fernöstlichen Föderalen Universität (FEFU) in russischer und englischer Sprache in einer überarbeiteten Fassung neu aufgelegt. In Deutschland erschien das Werk kurz darauf ebenfalls in einer inhaltlich ergänzten neuen Version unter dem Titel Kunst & Albers. Die Kaufhauskönige von Wladiwostok. Aufstieg und Untergang eines deutschen Handelshauses jenseits von Sibirien.

## Deutschsprachige Medien
Von 2003 bis 2015 war Deeg Redakteur der deutschsprachigen Internetzeitung Russland-Aktuell, danach war er bis 2019 bei russland.RU beschäftigt. Daneben war er von 2005 bis 2007 Chefredakteur der St. Petersburgischen Zeitung. Einen Marco-Polo-Reiseführer über Sankt Petersburg veröffentlichte er 2008. 2011 erschien von ihm das gemeinsam mit Susanne Brammerloh verfasste Buch Kulturschock Russland. Brammerloh arbeitete gemeinsam mit ihm bei Russland Aktuell und bei russland.RU. Deeg berichtet aus Russland für deutsche, schweizerische und österreichische Zeitungen, für Fachzeitschriften sowie für Hörfunk und Fernsehen. Er ist Autor mehrerer Reiseführer über Sankt Petersburg.
Deeg ist mit einer St. Petersburgerin verheiratet und hat einen Sohn.

## Veröffentlichungen
- Kunst & Albers Wladiwostok. Die Geschichte eines deutschen Handelshauses im russischen Fernen Osten (1864–1924) . Klartext Verlag, Essen 1996 ISBN 3-88474-514-X
- St. Petersburg. Reisen mit Insider-Tipps. MairDumont, Ostfildern 2009 ISBN 978-3-8297-0557-8
- Kulturschock Russland (mit Co-Autorin Susanne Brammerloh) Reise Know-How Verlag, Bielefeld 2011 ISBN 978-3-8317-1031-7
- Kunst & Albers. Die Kaufhauskönige von Wladiwostok. Aufstieg und Untergang eines deutschen Handelshauses jenseits von Sibirien . Klartext Verlag, Essen 2012 ISBN 978-3-8375-0764-5